# Climacteris rufus
Trepadeira-ruiva (Climacteris rufus) é uma espécie de ave da família Climacteridae.
É endémica da Austrália.
Os seus habitats naturais são: florestas temperadas e florestas subtropicais ou tropicais húmidas de baixa altitude.